# Sân vận động Sankyo Frontier Kashiwa
Sân vận động Sankyo Frontier Kashiwa (三協フロンテア柏スタジアム) là một sân vận động bóng đá nằm ở Kashiwa, Chiba, Nhật Bản. Mở của vào năm 1985, nơi đây hiện có sức chứa 15,349 khán giả và là sân nhà của câu lạc bộ Kashiwa Reysol.
Sân thuộc sở hữu của tỉnh Hitachi và còn có tên gọi là Sân vận động Hitachi Kashiwa (日立柏サッカー場). Tháng 2 năm 2018, một hợp đồng được ký kết thống nhất đổi tên sân thành Sân vận động Sankyo Frontier Kashiwa cho đến năm 2020.